# Contram
La Contram S.p.a, in origine Consorzio Macerata Bus, è una società di trasporto pubblico italiano, operante come gestore del trasporto pubblico locale nella provincia di Macerata.

## Storia
L'azienda nasce dalla trasformazione in società per azioni del consorzio (istituito il 9 maggio 1977 dal decreto del prefetto di Macerata) per colmare la cattiva gestione e l'abbandono del territorio maceratese dell'azienda "SAUM" (Società Umbro Marchigiana).
Il primo consorzio era composto dai comuni di Acquacanina, Bolognola, Camerino, Fiuminata, Monte Cavallo, Muccia, Pievebovigliana, Pieve Torina, Serravalle di Chienti e Ussita, ma verso la fine del 1977 entrarono a far parte i comuni di Caldarola, Camporotondo, Castelsantangelo sul Nera, Fiastra, Fiordimonte, Pioraco, Serrapetrona e Visso, l'amministratore della Provincia di Macerata, e la Comunità Montana del comune di Camerino (zona I). Nel 1981 aderì il comune di Sefro e nel 1982 i comuni di Castelraimondo e Gagliole. Nello stesso anno il comune di Serrapetrona uscì dal Consorzio. Nel 1997 la società acquisisce l'azienda STAM (Società Trasporti Automobilistici Macerata) e la SIAMP (Società Imprese Automobilistiche Mogliano Pausula), entrambi fondate da Vincenzo Perogio rispettivamente nel 1911 e 1912.

## Dati aziendali
La diffusione e i servizi della società, si sono ampliati maggiormente grazie alle varie acquisizioni di aziende dello stesso settore, dei loro servizi e linee di trasporto e grazie all'istituzione dei nuovi centri urbani a Camerino e San Severino Marche. Nel 1999 la Contram ha ricevuto il compito dal comune di Camerino della gestione dei parcheggi a pagamento. Nel 2003 l'azienda ha completato l’operazione di scissione parziale proporzionale, facendo nascere così la sua prima filiale: la Contram Reti. La società e la filiale condividono gli stessi impianti. Con il cambiamento del Trasporto Pubblico Locale di Macerata, tutte le società che lo gestivano, sono confluite in un’unica società chiamata Contram Mobilità, seconda filiale dell'azienda e nel 2001, nasce la terza filiale: la Contram Servizi.